# نيل كوفون
نيل كوفون (بالإنجليزية: Neil Covone)‏ مواليد 31 أغسطس 1969 في هياليه، الولايات المتحدة، هو لاعب كرة قدم أمريكي سابق كان يلعب كلاعب وسط. سبق له أن لعب في كأس العالم لكرة القدم مع منتخب بلاده.

## مسيرته الكروية
لعب نيل كوفون خلال مسيرته الاحترافية مع نادِ واحدٍ في موسمين وسجل خلالها هدفًا واحدًا ضمن 17 مباراة. ولم يفز بأي موسم بالكأس أو بالدوري.
خاض نيل كوفون مسيرته مع نادي فورت لودردايل سترايكرز في عامي 1991-1993 ولمدة موسمين، مشاركًا في 17 مباراة سجل خلالها هدفًا واحدًا.

## روابط خارجية
- نيل كوفون على موقع قاعدة بيانات كرة القدم.إي يو (الإنجليزية)
- نيل كوفون على موقع ناشيونال فوتبول تيمز (الإنجليزية)
- نيل كوفون على موقع Soccerway.com (الإنجليزية)
- نيل كوفون على موقع عالم كرة القدم.نت (الإنجليزية)